# TX-0

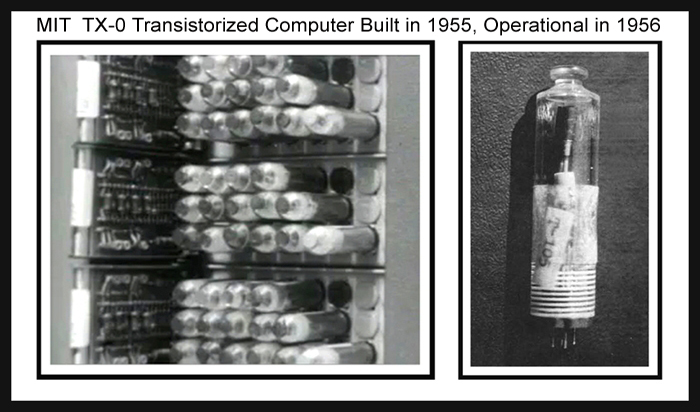
테스트 및 용이한 제거를 위해 플러그인 진공관에 감싸있던 필코 표면 장벽 트랜지스터를 사용한 TX-0 컴퓨터 회로.

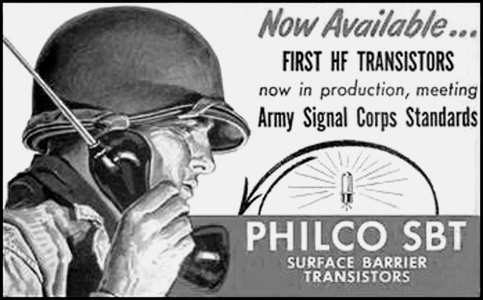
TX-0 트랜지스터 컴퓨터에 사용된 최초의 고주파 트랜지스터를 위한 필코 표면 장벽 트랜지스터 광고

TX-0(Transistorized Experimental computer zero), tixo("틱스 오"로 발음)는 초기의 완전히 트랜지스터화된 컴퓨터였으며 당시에는 컸던 64K의 18비트 워드의 자기 코어 메모리를 갖추었다. TX-0의 개발은 1955년 시작되었으며 1956년에 끝났다. 1960년대에 MIT에서 계속 사용되었다. TX-0은 대략 3600개의 필코(Philco) 고주파수 표면 장력 트랜지스터를 통합하였는데, 이 트랜지스터는 고속 컴퓨터에 적합한 최초의 트랜지스터였다. TX-0과 직접적인 후계작인 오리지널 PDP-1은 나중에 컴퓨터 "해커" 문화로 불릴 선구적인 컴퓨터 연구·개발을 위한 플랫폼이었다.

## 개발
TX-0의 성공적인 완성과 함께 훨씬 더 규모가 크고 복잡한 TX-1으로 즉시 작업 방향을 선회하였다. 그러나 이 제품은 곧 그 복잡성 때문에 어려움에 부딪혔으며 1958년 TX-2가 될 조그마한 형태로 재설계되었다. 코어 메모리가 당시 매우 비쌌기 때문에 TX-0의 여러 부분을 떼내어 TX-2 프로젝트를 위해 사용되었다.
이후 TX-0은 링컨 연구소에서 더 이상 가치있게 간주되지 않았으며 1958년 7월 (반영구적으로) MIT 일렉트로닉스 연구소로 임대되었으며 여기에서 TX-0은 연구의 중앙부를 장식하였고 MIT 인공지능 연구소와 오리지널 컴퓨터 해커 문화로 발전하는 계기를 마련했다. 4K의 코어만으로 이루어진 링컨 연구소로부터 가져온 이 기계는 스토리지 주소를 표현하기 위해 더 이상 16비트가 필요하지 않았다. 대략 1.5년 뒤 명령어 비트 수는 4배로 증강되었으며 총 16개의 명령어를 허용했고 인덱스 레지스터가 추가되었다. 머신의 프로그래밍성을 극적으로 개선시켰으나 여전히 이후 메모리를 8K로 확장할 수 있는 여유를 남겨두었다.(4개의 명령어 비트와 1비트 인덱스 플래그는 어드레싱을 위해 13비트를 남겼다) 이렇게 새로 수정된 TX-0은 음성, 필기 인식을 포함한 수많은 컴퓨팅의 진보적 기능, 그리고 문서 편집기, 디버거를 포함한 프로젝트의 작업에 필요한 도구들의 개발에 사용되었다.
와중에 TX-2 프로젝트가 자체적으로 난관에 부딪혔고 여러 팀원들은 링컨 연구소의 프로젝트를 떠나 자신만의 기업인 디지털 이큅먼트 코퍼레이션(DEC)을 설립하기로 결정하였다.

## 같이 보기
- 비디오 게임의 초기 역사